# Шампионат Централне Америке и Кариба 1941.
Шампионат Централне Америке и Кариба 1941. (шп. Copa CCCF 1941 енгл. 1941 CCCF Championship) било је прво издање шампионата, фудбалског првенства Централне Америке и Кариба. Турнир је одржан од 8. до 18. маја. Турнир је одржан у Костарики и на инаугурационој манифестацији учествовало је пет тимова.
Шампионат Централне Америке и Кариба 1941. године је било прво првенство које је организовала и надгледала Фудбалска конфедерација Централне Америке и Кариба фудбалско управно тело за Централну Америку и нације на Карибима пре 1961. године, када га је заменио Конкакаф. Турнир је одржаван у периоду од двадесет година између 1941. и 1961. године а први шампион је постала репрезентација Костарике.
На овом турниру територија Курасаоа је обухваћена под називом фудбалске репрезентације Курасаоа.

### Стадион
| Сан Хосе          |
| ----------------- |
| Стадион Насионал  |
| Капацитет: 25.000 |
|                   |

## Финална табела
| Pos | Тим       | О | П | Н | И | ГД | ГП | ГР  | Бод. |
| --- | --------- | - | - | - | - | -- | -- | --- | ---- |
| 1   | Костарика | 4 | 4 | 0 | 0 | 23 | 5  | +18 | 8    |
| 2   | Салвадор  | 4 | 2 | 1 | 1 | 15 | 8  | +7  | 5    |
| 3   | Курасао   | 4 | 1 | 2 | 1 | 16 | 12 | +4  | 4    |
| 4   | Панама    | 4 | 1 | 1 | 2 | 11 | 16 | −5  | 3    |
| 5   | Никарагва | 4 | 0 | 0 | 4 | 5  | 29 | −24 | 0    |

- Белешка:Курасао је играо под именом Територија Курасао

## Утакмице и резултати
| Курасао                 | 3 : 3 | Панама                                          |
| ----------------------- | ----- | ----------------------------------------------- |
| Ханс Нахар 15’, 50’, ?’ |       | Карлос Ранхел 3’, 43’ · Антоин Невиље 90’ (пен) |

1. Неки извори приписују овај гол Хансу Нахару док други Марију Ернандезу

| Никарагва                               | 2 : 7 | Костарика |
| --------------------------------------- | ----- | --- |
| Долорес Моралес 38’ · Педро Роблето 46’ |       | Абрахам Роча 7’ (og) · Мантаинес 12’ (og) · Хесус Марија Араја 18’, 22’, 29’ · Волкер Родригез 37’ · Алфонсо Арнаез |

| Салвадор                                   | 2 : 2 | Курасао                           |
| ------------------------------------------ | ----- | --------------------------------- |
| Рене Гутиерес 2’ · Алехандео Контрерас 43’ |       | Ханс Нахар 70’ · Умберто Панефлек |

| Панама | 0 : 7 | Костарика                                                            |
| ------ | ----- | -------------------------------------------------------------------- |
|        |       | Хосе Рафаел Меза · Анибал Варела · Волтер Родригез · Сантјаго Бониља |

| Костарика                                                | 6 : 2 | Курасао                                |
| -------------------------------------------------------- | ----- | -------------------------------------- |
| Хесус Марија Араја 8’ · Хосе Рафаел Меза · Анибал Варела |       | Гиљермо Пардо 12’ · Реиналдо Бернабела |

| Никарагва | 0 : 8 | Салвадор                                                                                      |
| --------- | ----- | --------------------------------------------------------------------------------------------- |
|           |       | Антонио Толедо Ваље 6’, 8’, 24’ · Густаво Доналдо 15’ · Акилино Росалес 43’ · Рене Мендез 53’ |

| Салвадор                                          | 4 : 3 | Панама |
| ------------------------------------------------- | ----- | ------ |
| Рене Гутиерес 20’, 24’ · Акилино Росалес 22’, 77’ |       | ?      |

| Курасао                                              | 9 : 1 | Никарагва   |
| ---------------------------------------------------- | ----- | ----------- |
| Гиљермо Пардо · Ханс Нахар 65’ · Федерико Хансен 88’ |       | ? 18’ (пен) |

| Панама                                                         | 5 : 2 | Никарагва |
| -------------------------------------------------------------- | ----- | --------- |
| Вирхилио Кастро · Луис Карлос Ранхел · Хамес Сантјаго Андерсон |       | ?         |

| Костарика                                         | 3 : 1 | Салвадор         |
| ------------------------------------------------- | ----- | ---------------- |
| Хесус Марија Араја 39’ 80’ · Хосе Рафаел Меза 33’ |       | Хорхе Мендез 37’ |

## Достигнућа
| Најбољи играч Уго Зуњига | Победник шампионата Централне Америке и Кариба 1941. Костарика 1° титула | Најбољи стрелац Хосе Рафаел Меза (8. голова) |

## Голгетери
8 голова
- Хосе Рафаел Меза

7 голова
- Ханс Нахар[а]

6 голова
- Хесус Марија Араја

4 гола
- Акилино Росалес

Белешка:
1. 1 2  Неки извори приписују један од Панефлекових циљева или Нахару или Марију Ернандезуz
2. ↑  На турниру је било једанаест голова чији су стрелци непознати. Од тога пет голова је постигла Панама, а по три Костарика и Никарагва